# Caicos Passage
Caicos Passage – cieśnina na Oceanie Atlantyckim, oddziela wyspy Mayaguana i Caicos. W najwęższym punkcie ma około 29 mil morskich (54 km; 33 mi) szerokości. Głębokość cieśniny dochodzi do 4400 m.